# Patrol Boat, River
Patrol Boat, River (o semplicemente PBR) era la designazione della U.S. Navy di un tipo di imbarcazione a scafo rigido per il pattugliamento delle acque interne utilizzata dal marzo del 1966 fino alla fine del 1970 in Vietnam durante la relativa guerra.
Era l'imbarcazione più comune della River Patrol Force - Task Force 116 e, nel momento di massimo dispiegamento, ne vennero utilizzate 250 unità, mentre la produzione fu di circa 500 esemplari, 120 del tipo PBR Mk 1 e 380 del modello PBR Mk 2.
Le PBR venivano impiegate per il controllo del traffico fluviale del Vietnam del Sud, con lo scopo d'intercettare i rifornimenti di armi e materiali diretti ai Viet Cong.
Queste imbarcazioni avevano lo scafo realizzato in vetroresina ed erano dotate di un idrogetto Jacuzzi che gli permetteva di operare nelle acque basse e piene di ostacoli dei fiumi. Il pescaggio a pieno carico era solo di 60 cm (2 ft). Il getto che spingeva la barca poteva anche ruotare all'indietro permettendo così di far virare la PBR su sé stessa in uno spazio ridottissimo, pari alla sua lunghezza, o di effettuare rapide decelerazioni. Come motori venivano utilizzati due Detroit Diesel a gasolio da 220 cavallo vapore (164 kW). La velocità massima era di 28,5 nodi. L'equipaggio, generalmente composto da quattro persone, operava una coppia di mitragliatrici Browning M2 da 12,7 mm a prua, una singola mitragliatrice M-60 e un lanciagranate Mark 18. Su alcune PBR fu montato un cannone da 20 mm. La postazione delle mitragliatrici da 12,7 mm ed il ponte di comando erano protetti da una corazzatura in ceramica.
Furono due le versioni della PBR. La prima era lunga 9,6 m e larga  3,2 m. La seconda versione, Mark II, era dotata di un migliorato sistema di propulsione che riduceva le possibilità d'incaglio e disponeva inoltre di protezioni in alluminio per resistere all'usura.
La PBR è l'imbarcazione utilizzata nel famoso film di Francis Ford Coppola Apocalypse Now, sebbene nella scena dove viene sollevata da un elicottero deve essere stata alleggerita, visto che queste imbarcazioni pesavano circa 6,5-7,2 t a pieno carico.
Dopo la fine della guerra le forze leggere americane sono state poste in fretta fuori servizio. Solo 22 Mk 2 erano ancora in servizio nel 1983 nella flotta della Riserva.